# Nikolay Grebnyev
Nikolay Grebnyev (né le 11 septembre 1948) est un athlète soviétique, de nationalité biélorusse, spécialiste du lancer de javelot.
Médaillé d'argent lors des Championnats d'Europe de 1978 à Prague, son record avec l'ancien modèle de javelot est 89,82 m, réalisé à Dortmund le 1er juillet 1978. Il remporte l'épreuve de la Coupe d'Europe des nations d'athlétisme 1975 ainsi que la suivante en 1977.